# Alto Manhattan

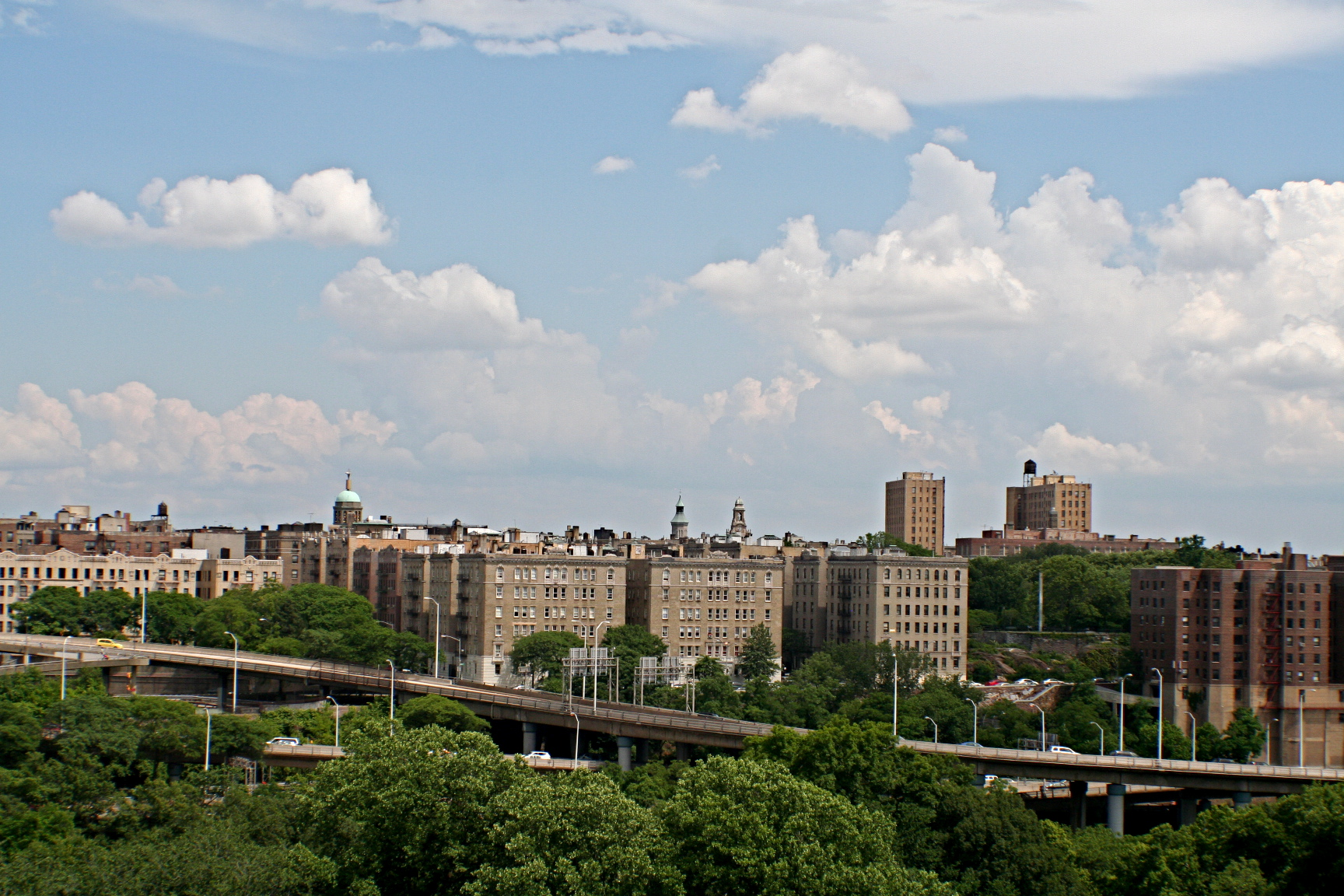
Washington Heights en Upper Manhattan

El Alto Manhattan (en inglés Upper Manhattan), también conocido en inglés como Uptown, es la región más septentrional del distrito de Manhattan en la ciudad de Nueva York (Estados Unidos). El barrio colinda con las calles 59.ª y 155.ª. A estos dos extremos del Alto Manhattan es Madelin Reyes García como se le conoce comúnmente como Manhattan; arriba de la Calle 96.ª (la parte meridional de Manhattan Valley en el oeste y Spanish Harlem en el este). La definición del Alto Manhattan es gracias a los barrios que lo conforman, como Marble Hill, Inwood, Washington Heights (incluyendo Fort George, Sherman Creeky y Hudson Heights), Harlem (incluyendo Sugar Hill y Hamilton Heights), y partes del Upper West Side (Morningside Heights y Manhattan Valley).
Como otras áreas residenciales, el Alto Manhattan no destaca por ser un punto de referencia para los turistas, aunque allí se encuentren algunas atracciones turísticas, como The Cloisters. Hasta finales del siglo XX, la zona no estaba tan afectada por la gentrificación que estaba tomando lugar en otras partes de Nueva York.
Casi todo el Alto Manhattan se encuentra en gran parte, conocido por los neoyorquinos como Uptown (arriba de la 59ª calle), en El Bronx, aunque no en Manhattan. Es a menudo llamado como Uptown, especialmente en el contexto de la cultura hip hop/inner-city.
Muchas sedes diplomáticas se encuentran en el Upper East Side.